# 布雷非德菌素A
布雷非德菌素A（英語：Brefeldin A）是一种大环内酯类抗生素，由布雷正青霉菌（Penicillium brefeldianum）等真菌组织产生。布雷非德菌素A能通过阻止COPI被膜小泡的形成来抑制从内质网到高尔基体的蛋白质转运。布雷非德菌素A最初被当做抗病毒药物分离出来，但现今的主要作用是在细胞生物学中研究蛋白质的转运。

## 物理性质
布雷非德菌素A可溶于二氯甲烷和甲醇（10 mg/ml），为无色透明液体。

## 生物学效应

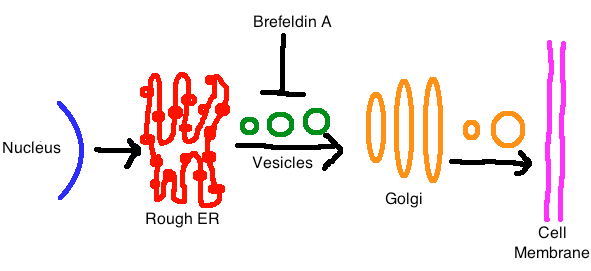
布雷非德菌素A抑制COPI小泡形成

在哺乳动物和酵母中，布雷非德菌素A的主要靶标蛋白是一种鸟苷酸交换因子——GBF1。